# Кох, Ганс (унтершарфюрер)
Ганс Кох (нем. Hans Koch; 13 августа 1912 — 14 июля 1955) — унтершарфюрер СС, член персонала лагеря Освенцим. В 1947 году осужден к пожизненному заключению в ходе Первого освенцимского процесса.
Родился в Тангерхютте, работал ассистентом в лаборатории. Будучи членом СС служил в Освенциме с 1940 по 1945 год. Учитывя его прошлый опыт, служил в команде дезинфекций, занимавшейся газацией заключённых. Одной из его обязанностей (под руководством обершарфюрера СС Йозефа Клера) было впускать газ Циклон Б в газовые камеры (путём помещения капсул с газом через отверстие в потолке или стены камеры). Как он позже отмечал, он не мог спать не выпив большого числа алкоголя.
По окончании войны оказался в американской зоне оккупации, был передан польским властям 3 мая 1947 года. Судим Верховным национальным трибуналом в Кракове в ходе Первого освенцимского процесса.
Был признан виновным в участии в геноциде, приговорён к смертной казни с заменой наказания пожизненным заключением. При вынесении приговора суд учёл как смягчающее обстоятельство то, что Кох выполнял приказ и никогда каким-либо другим способом не действовал в ущерб заключённым. Умер в заключении в Гданьске в 1955 году.